# Bohoniki
Bohoniki tatárok lakta falu Lengyelországban, a Podlasiei vajdaságban.

## Története
III. Sobieski János lengyel király 1672-ben tatár testőrséget fogadott maga mellé, akiket Bohonikbe és a környékbeli falvakba telepített be. A Sokółka város közelében fekvő falu lakói azóta ősi nyelvüket elfeledték, beolvadtak a lengyel-, a fehérorosz- és a litván nyelvű környezetbe, azonban iszlám vallásukat valamint tradicionális ételeiket – részben – megtartották, számos ősi szokásukat a mai napig is őrzik.

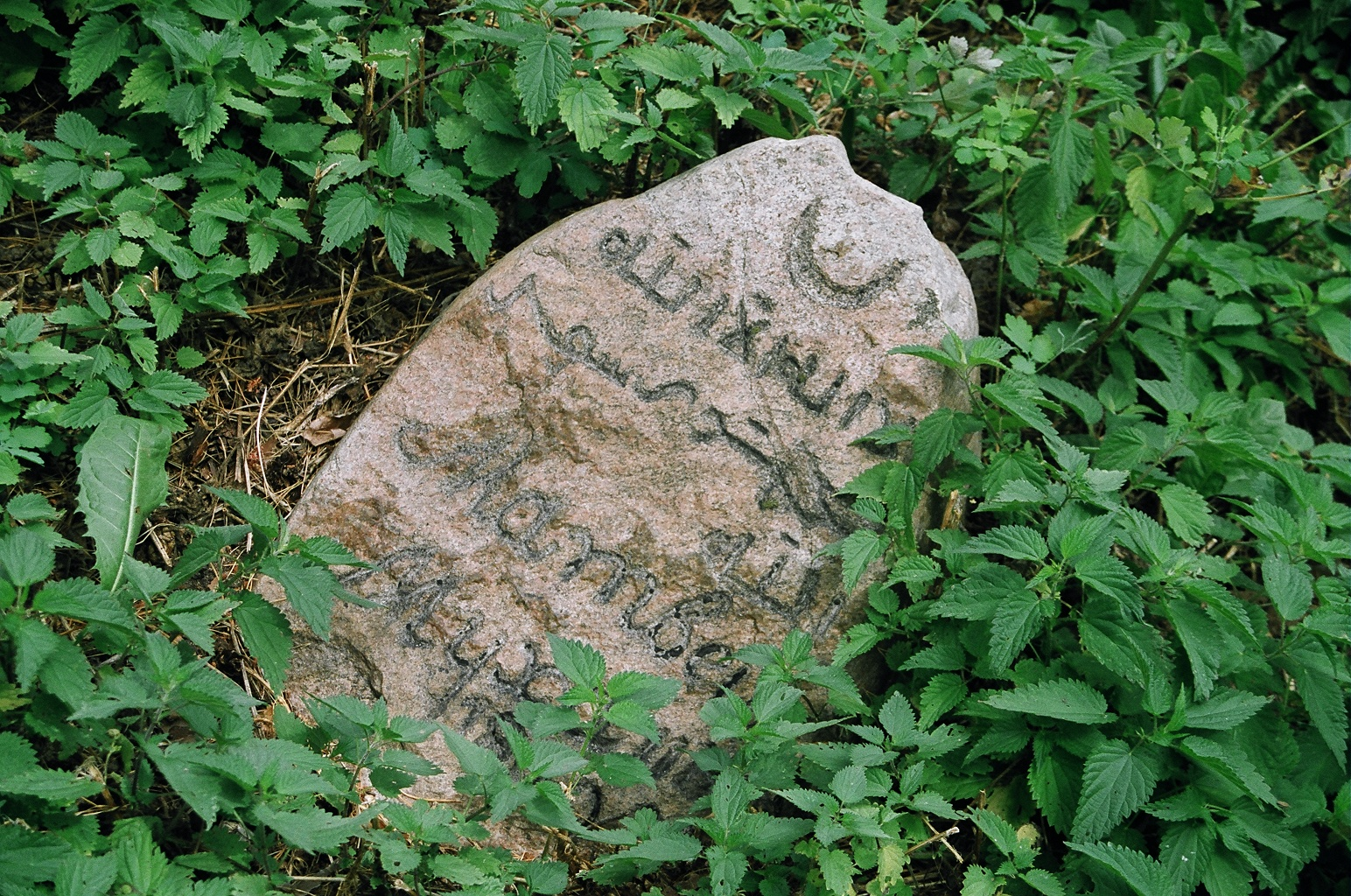
Egy muszlim sírkő

Bohoniki jellegzetes látnivalója a fából épült és a közelmúltban renovált mecset, valamint a nemrégen a falucska szélére áthelyezett, arab-tatár-lengyel "keresztneves" sírkövekkel teli temető.
Bohoniki egyúttal a Tatár út (Szlak Tatarski) egyik kiinduló állomása is, mely út köti össze Bohonikit a másik lengyelországi tatár faluval, Kruszynianyval.
A Bohonikihez hasonló tatár falvak és famecsetek megtalálhatóak Litvániában is, így Nemėžisben,  Raižiaiban, Keturiasdešimt Totoriųban és a fehéroroszországi Ivjében.